# Paronychia condensata
Paronychia condensata är en nejlikväxtart som beskrevs av Mohammad Nazeer Chaudhri. Paronychia condensata ingår i släktet prasselörter, och familjen nejlikväxter. Inga underarter finns listade i Catalogue of Life.